# 蒙斯昂巴勒尔
蒙斯昂巴勒尔（法語：Mons-en-Barœul，法語發音：[mɔ̃s ɑ̃ baʁœl]），又称蒙桑巴勒尔，是法国上法蘭西大區北部省的一个市镇，位于该省中部，里尔市区东北，属于里尔区和里尔欧洲都会区。

## 地名
“蒙斯昂巴勒尔”（Mons-en-Barœul）一名在法语中意为“在巴勒尔森林中的蒙斯”。

## 地理
蒙斯昂巴勒尔（50°38'31"N, 3°6'28"E）面积2.88 平方千米，位于法国上法蘭西大區北部省，该省份为法国最北部的省份及最长的省份，西北濒北海，西接加来海峡省，南至埃纳省和索姆省，东与比利时接壤。
与蒙斯昂巴勒尔接壤的市镇（或旧市镇、城区）包括：马克昂巴勒尔、阿斯克新城、里尔。
蒙斯昂巴勒尔的时区为UTC+01:00、UTC+02:00（夏令时）。

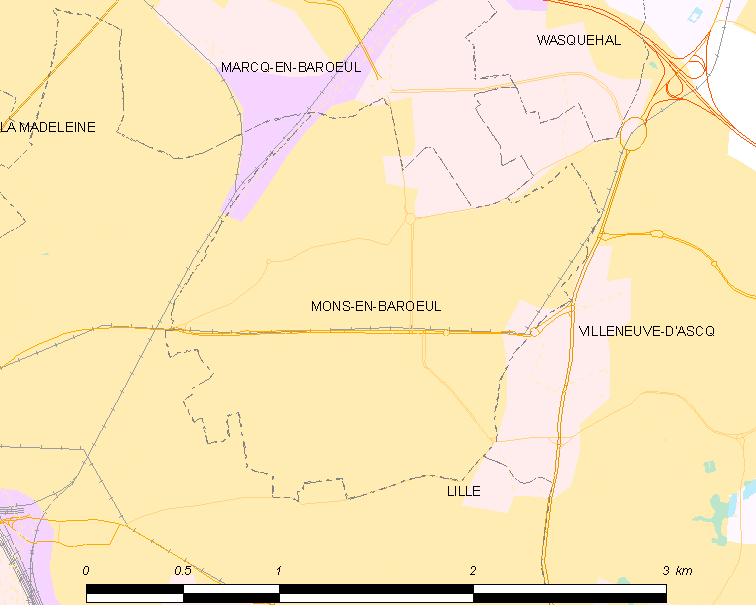
蒙斯昂巴勒尔的OSM定位图

## 行政
蒙斯昂巴勒尔的邮政编码为59370，INSEE市镇编码为59410。

## 政治
蒙斯昂巴勒尔所属的省级选区为里尔第三县。

## 人口

1962-2008年间蒙斯昂巴勒尔人口变化图示

蒙斯昂巴勒尔于2022年1月1日时的人口数量为21368人。